# Jablonové (okres Bytča)
Jablonové (Hongaars:Almásfalu) is een Slowaakse gemeente in de regio Žilina, en maakt deel uit van het district Bytča.
Jablonové telt 899 inwoners.